# پونیکا

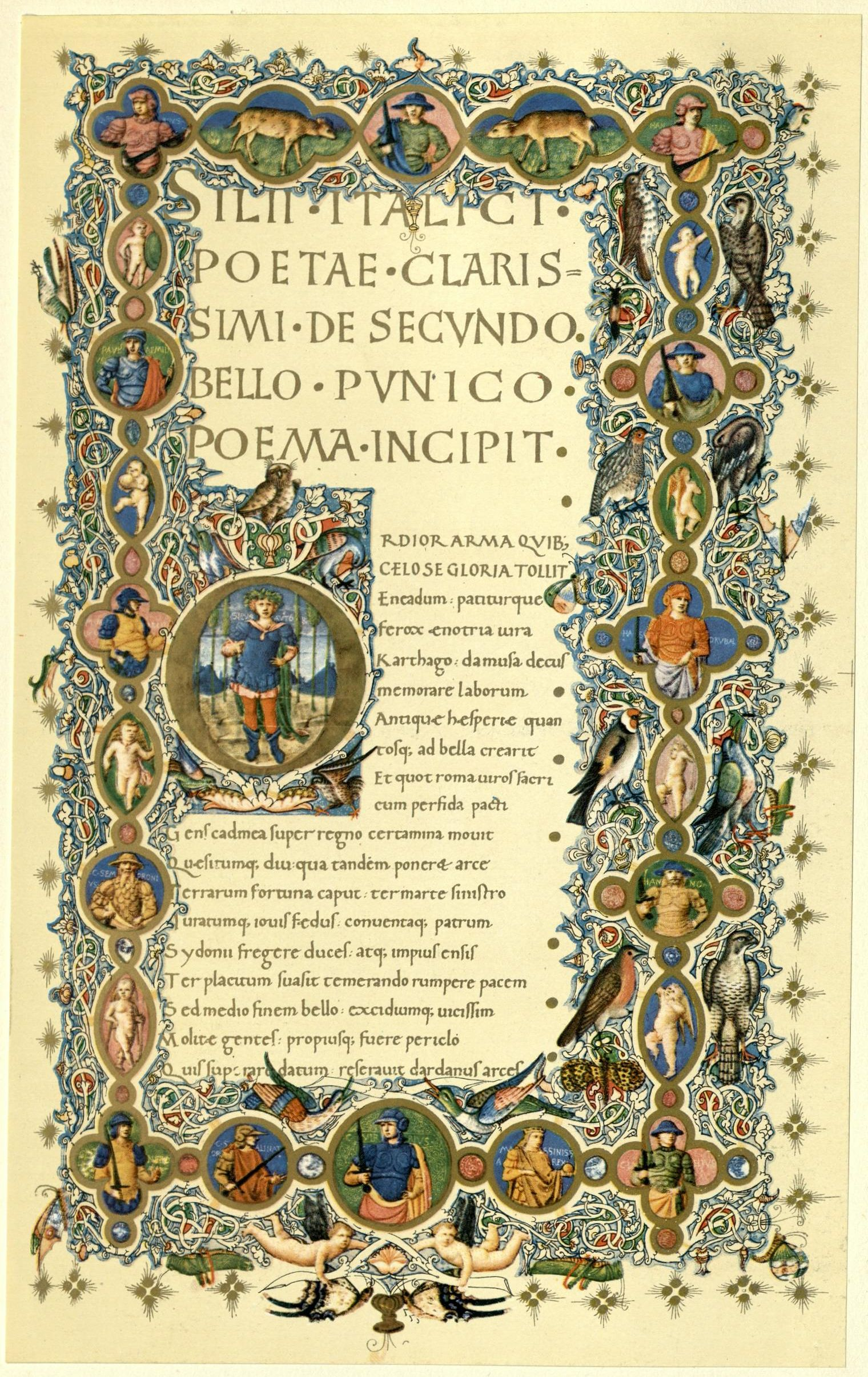
صفحه اول پونیکا در نسخه خطی ونیز (قرن پانزدهم)

پونیکا یک منظومه اشعار حماسی به زبان لاتین در هفده کتاب در سبک هگزامتر داکتیلیک است که توسط سیلیوس ایتالیکوس (حدود ۲۸ - حدود ۱۰۳ پس از میلاد) نوشته شده‌است، که شامل دوازده هزار بیت (به‌طور دقیق، ۱۲۲۰۲) است). این طولانی‌ترین شعر لاتین باقی مانده از دوران باستان است. موضوع آن جنگ دوم پونی و درگیری بین دو ژنرال بزرگ هانیبال و اسکیپیو آفریکانوس است. این شعر در سال ۱۴۱۶ یا ۱۴۱۷ توسط انسان‌شناس و محقق ایتالیایی پوجیو براکولینی دوباره کشف شد.

## ترکیب بندی
تاریخ کتابت پونیکا به‌طور دقیق مشخص نیست اما شواهدی برای تاریخ کتابت از برخی اپیگرام‌های مارشال وجود دارد. مارشال در شعری مربوط به سال ۸۸ پس از میلاد، سیلیوس را در حال کار کردن بر روی تألیف پونیکا توصیف می‌کند و از اسکیپیو و هانیبال به عنوان موضوعات شعر یاد می‌کند و همچنین در سال ۹۲ پس از میلاد نیز کار او را در این شعر شرح می‌دهد.
دو پاراگراف از متون اصلی کتاب نیز به تاریخ نوشته شدن پونیکا اشاره می‌کند. در قسمت ۳٫۶۰۰ به بعد، در طول پیشگویی مشتری در مورد آینده روم، رویدادهای مهمی از سلسله فلاویان و زندگی دومیتیان شرح داده شده‌است، مانند مرگ وسپاسیان، تخریب اورشلیم توسط تیتوس، انتخاب عنوان ژرمنیکوس توسط دومیتیان (۸۳ پس از میلاد)) و آتش زدن معبد کاپیتولین در سال ۶۹ پس از میلاد؛ بنابراین، این قطعه یک پایان‌نامه برای کتاب ۳ در سال ۸۳ پس از میلاد قرار می‌دهد.
در قسمت ۱۴٫۶۸۵–۸۸، ذکر یک ویر(vir) معاصر که صلح را در جهان به ارمغان آورده و دزدی غیرقانونی را متوقف کرده‌است، به عنوان اشاره به تاجگزاری نروا در سال ۹۶ پس از میلاد تعبیر شده‌است، اگرچه این اشاره به نروا مورد تردید و مناقشه است. بنابراین، تاریخ نوشته شدن پونیکا احتمالاً باید بین سال‌های ۸۳ تا ۹۶ بعد از میلاد بوده باشد، اگرچه از آنجایی که این تاریخ‌ها شامل دو کتاب اول یا سه کتاب آخر نمی‌شود. این شعر اثری از دوران پیری سیلیوس است، و بنابراین زمان او در ویلاهای کامپانیا به جمع‌آوری عتیقه‌جات و تلاوت اشعار می‌گذرد، احتمالاً از پونیکا با توجه به اشارات مارشال که در بالا ذکر شد، این شعر با موفقیت روبرو شد و از لحاظ محتوی با آئنید مقایسه می‌شد.